# Integrationsmodell
Das Integrationsmodell beschreibt die Tätigkeit und das Ergebnis des Zusammenfügens eines weiteren Systemelements mit einem gegebenen System oder des Zusammenfügens zweier Systeme zu einem gemeinsamen Zweck dergestalt, dass sich für das ursprüngliche System ein Mehrwert ergibt bzw. dass sich für das neu entstandene System ein Mehrwert gegenüber den vorherigen Einzelsystemen ergibt.

## Einordnung
Dieses Integrationsmodell ist ein Kernmodell  (englisch: model universal) für die Systembeschreibung.

## Konzept
Der Fokus dieses Integrationsmodells liegt auf Methoden zur Vereinfachung der Integration einer Entität in ein System oder der Integration zweier Systeme zu einem größeren System. (Die Einschränkung auf zwei Partner schränkt die Anwendbarkeit nicht ein, da bei einer größeren Zahl von Beteiligten als zwei die Integration entweder in Schritte von Integrationen von jeweils zwei Partnern zerlegt werden kann oder Entitäten so gruppiert werden können, dass es zur Integration von zwei Partnern kommt.)
Als Kernmodell beschreibt dieses Integrationsmodell die grundlegenden Konzepte und Zusammenhänge für die verschiedensten Arten von Integration; da Integration nicht nur ein technischer Begriff ist, sind Begriff und Formulierungen bis einschließlich Abschnitt „Integration: Offenheit“ nicht auf technische Systeme beschränkt. Danach werden die integrationsbezogenen Begriffe Baukastensystem*, Plattformsystem* und Modularität* der Systemtechnik vorgestellt.

## Anwendungsbereich
Dieses Integrationsmodell gilt beispielsweise
- für die Systemtechnik (Systemintegration bei Konzept, Planung, Entwurf, Konstruktion, Fertigung, Betrieb, Wartung),
- für die Systemtechnik (Software),
- für die Integration von Dienstleistungen (z. B. in der Bildung),
- für die Integration innerhalb von Wirtschafts- oder Verwaltungsorganisationen,
- für die Integration von Organisationen nach Zusammenlegungen, Fusionen oder Aufkäufen,
- für die Integration von Personen („Neuzugängen“) in eine Gruppe*, Gemeinschaft oder Organisation.

Letztere reicht von der Integration einer Einzelperson oder Familie nach Umzug in eine neue Wohnumgebung über die Integration einer Einzelperson oder mehrerer Personen in eine Umgebung anderer Art bis zur Aufnahme und Integration von Massen nach ihrer Migration in einen fremden Kulturkreis.
Die mathematische Integration der Integralrechnung gehört unter sehr grundsätzlichen Überlegungen auch zum Anwendungsbereich dieses Integrationsmodells; die Integralrechnung und weitere spezielle Integrationsbegriffe in Mathematik, Statistik, Biologie stehen aber nicht im Zentrum des betrachteten Anwendungsbereichs, einige davon mögen gar über den hier betrachteten Anwendungsbereich hinausreichen.

## Allgemeine Spezifikation
Eine Integration ist ein Sonderfall eines Zusammenfügens und hebt sich dadurch ab, dass
1. die beteiligten Systeme vor dem Zusammenfügen bereits im für diese Systeme jeweils geforderten Umfang funktionsfähig waren,
2. bei den beteiligten Entitäten und Systemen die Möglichkeit (bei beteiligten Personen und Gemeinschaften die Bereitschaft) zur Integration vorliegt,
3. die beteiligten Entitäten und Systeme nach dem Zusammenfügen zu einem gemeinsamen Zweck zusammenwirken*,
4. das neue Gesamtsystem einen Mehrwert hat gegenüber dem vorherigen Zustand (insbesondere einen größeren Nutzen bietet, z. B. mehr Funktionen*, einen größeren Umfang für eine oder mehrere Funktionen, eine größere Auswahl an möglichen Ressourcen hinsichtlich Herkunft, Herstellung, Funktionsprinzip, Material usw.).

Eine Integration wird erleichtert und unterstützt durch Integrationsfähigkeit, d. h.
- durch dafür vorgesehene und festgelegte* Verbindungsstellen* (Ein- oder Ausgabestelle, Mund, Hand, Berührpunkt, Kontakt, Kontaktpunkt, Kontaktfläche, Ansatzpunkt, Anschluss, Schnittstelle*, Öffnung usw. usf.) und Verbindungselemente* (Sprache, Beziehung, Griff, Stange, Niet, Leitung, Rohr usw. usf.),
- durch festgelegte und zugeordnete Funktionalitäten* und – soweit erforderlich – festgelegte Abmessungen für Tausch und passgeregte Einfügung von Entitäten,
- durch Festlegung* hinsichtlich Art und Umfang des Zusammenwirkens (von Empathie, Kommunikation, Information – Daten/Signalen/Ein- und Ausgabebefehlen/Ergebnissen –, Kraft, Drehmoment, Impuls, Energie oder anderen physikalischen oder chemischen Wirkungen, Material/Gegenständen, Personen) über Verbindungsstellen und Verbindungselemente.

Für die benötigten Funktionen des Gesamtsystems nicht erforderliche Fähigkeiten oder Eigenschaften von Systemelementen sind für eine Integrationsfähigkeit ohne Belang.
Eine Integration wird behindert
- durch fehlende oder überschätzte Funktionalitäten,
- durch Vorbehalte (z. B. Ängste, Eifersüchteleien),
- durch fehlende oder unangepasste Verbindungsstellen oder Verbindungselemente,
- durch Einschränkungen bei den Verbindungsstellen oder Verbindungselementen (z. B. unvollständige oder abweichende Umsetzung einer Festlegung),
- durch fehlende, ungenügende oder mangelhafte Fähigkeit zum Zusammenwirken (z. B. gemeinsame Sprache).

## Formale Spezifikation

### Integration
Eine für eine Integration vorgesehene Entität kann jeweils Teil* sein der übergeordneten Bereiche
- Person (sowohl als Mensch allgemein oder als Individuum als auch als juristische Person) samt seinem materiellen und immateriellen Eigentum,
- Gemeinschaft mitsamt ihren gesellschaftlichen, kulturellen, organisatorischen, wirtschaftlichen und staatlichen Einrichtungen und Aspekten*,
- Technik mitsamt allen Gegenständen*, Geräten*, Anlagen*, Ausrüstungen, Abläufen, Plänen und dem technischen Wissen,
- sonstiges menschliches Wissen und Können,
- sonstige biologische Organismen und ihre Fähigkeiten,
- sonstige Teile oder Aspekte einer Systemumgebung* oder die Natur als Ganzes.

Für eine formale Darstellung kann eine jede Integration zurückgeführt werden auf die beiden Extremfälle (s. Bild 1)
- Integration einer einzelnen einfachen Entität (einzelnes Bauelement*, einzelne Person usw.) in ein vergleichsweise großes (komplexes) System mit einem (n = 1) Verbindungselement (hier: Linie) und jeweils einer (n = 1) Verbindungsstelle (hier: Punkt)

und
- Integration von zwei bereits großen (komplexen) Systemen mit n Verbindungselementen (hier: Linien; n > 1) und jeweils n Verbindungsstellen (hier: Punkte; n > 1) zu einem neuen noch größeren System.

Für das Zusammenwirken von Entitäten und Systemen zu einem gemeinsamen Zweck gelten ansonsten die vier Bedingungen der allgemeinen Spezifikation.

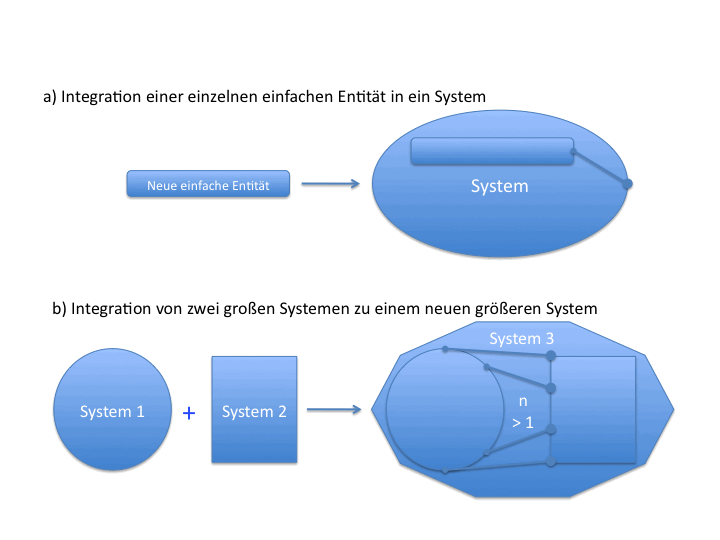
Bild 1 – die zwei extremen Integrationsaufgaben

Die beiden Systeme 1 und 2 in Bild 1b werden nach ihrer Integration in das neue größere System 3 zu Subsystemen* dieses Systems.

### Integrationsfähigkeit
Der Aufwand für Integration und Betrieb des neuen Gesamtsystems ist umso niedriger, je einfacher die Integration, je größer die Integrationsfähigkeit der zu integrierenden Einheiten* ist.
Der Integrationsfähigkeit der beteiligten Entitäten können die folgenden Stufen zugeordnet werden:
- 0 = kein Zusammenfügen möglich
- 1 = Zusammenfügen nur mit anzupassenden Verbindungsstellen und ggf. herzustellenden Verbindungselementen möglich
- 2 = Zusammenfügen mit vorhandenen Verbindungsstellen und ggf. vorhandenen Verbindungselementen möglich; das Zusammenwirken erfordert noch erheblichen Anpassungsaufwand
- 3 = Zusammenfügen mit vorhandenen Verbindungsstellen und ggf. zugeordneten Verbindungselementen möglich; das Zusammenwirken erfordert noch deutlichen Anpassungsaufwand
- 4 = Zusammenfügen mit vorhandenen Verbindungsstellen und ggf. zugeordneten Verbindungselementen möglich; das Zusammenwirken ist festgelegt, erfordert nur noch geringen Anpassungsaufwand (Beginn einer Integrationsfähigkeit im engeren Sinne);
- 5 = Zusammenfügen mit vorhandenen Verbindungsstellen und ggf. zugeordneten Verbindungselementen möglich; die zusammengefügten Entitäten sind bereit zum Zusammenwirken (volle Integrationsfähigkeit; bei Komponenten* auch „plug & play“ genannt)

### Integration: Aufwand und Nutzen
Vor jeder Erhöhung der Integrationsfähigkeit eines Systemelements oder eines ganzen Systems sind Aufwand (Kosten) und Nutzen mit erhöhter und ohne erhöhte Integrationsfähigkeit gegeneinander abzuwägen – für jede der beiden an der Integration beteiligten Entitäten und für das neue Gesamtsystem. Dabei ist sowohl der jeweilige Aufwand für die Herstellung (Konzept, Planung, Entwurf, Konstruktion, Fertigung) der beiden Entitäten als auch der Aufwand für die Integration und bei Betrieb (ggf. einschließlich Aufrechterhaltung/Wartung und Entsorgung/Zerlegung/Weiterverwendung) des neuen Gesamtsystems zu betrachten.
Der mit einer größeren Integrationsfähigkeit normalerweise einhergehende höhere Aufwand für die Herstellung (Konzept, Planung, Entwurf, Konstruktion, Fertigung) der entsprechenden zu integrierenden Einheiten kann wiederum gesenkt werden

a) durch einfachere (kostengünstigere) Nutzung der zu integrierenden Einheiten eben durch den durch die größere Integrationsfähigkeit angestrebten geringeren Aufwand bei Integration, Wartung oder Austausch (bis hin zur Zerlegbarkeit eines Systems und Wiederverwendungsfähigkeit von Systemelementen; hier nicht weiter betrachtet).

b) und durch größere Nutzungsmöglichkeiten (Skaleneffekt),
1. durch Flexibilität* der zu integrierenden Einheiten für Einsetzbarkeit in unterschiedlichen Systemen (hier nicht weiter betrachtet) oder
2. durch Offenheit (Bekanntheit und Gleichartigkeit) der erwarteten Integrationsfähigkeit in unterschiedlichen Systemen, die gleiche Funktionen anbieten, und der sich damit ergebenden Zugänglichkeit dieser Systeme bei Ergänzung um ein Systemelement mit einer weiteren Funktion, Austausch eines Systemelements oder Erweiterung (Stärkung) einer Funktion.

Während bei a und b1 Auftraggeber, Hersteller und Betreiber eines Systems mit erhöhter Integrationsfähigkeit einen Nutzen haben, hat bei b2 der Betreiber den Nutzen der größeren Auswahlmöglichkeit unter mehreren Herstellern, ein Hersteller aber neben der Zugangsmöglichkeit in andere pass- und funktionsgleiche Systeme auch das Risiko, dass sein eigenes System auch zugänglich ist für Ergänzung, Austausch oder Erweiterung – z. B. bei fehlender Konkurrenzfähigkeit seines Systems oder eines seiner Systemelemente.

### Integration: Offenheit
Der Offenheit der Integrationsfähigkeit der beteiligten Entitäten können die folgenden Stufen zugeordnet werden je nach Gültigkeit der obigen Stufen 1 bis 5 der Integrationsfähigkeit:
- 0 = Die obigen Stufen 1 bis 5 der Integrationsfähigkeit gelten nur für ein System (geschlossene/interne/proprietäre/herstellerspezifische Integrationsfähigkeit), und dieses System ist in seinem Umfang abgeschlossen.
- 1 = Die obigen Stufen 1 bis 5 der Integrationsfähigkeit gelten nur für ein System (geschlossene/interne/proprietäre/herstellerspezifische Integrationsfähigkeit), aber dieses System ist in seinem Umfang offen.
- 2 = Die obigen Stufen 1 bis 5 der Integrationsfähigkeit gelten für mehrere Systeme einer Art (z. B. eines Herstellers, einer Herkunft, einer Kultur).
- 3 = Die obigen Stufen 1 bis 5 der Integrationsfähigkeit gelten für alle in Frage kommenden Systeme einer Art (z. B. eines Herstellers, einer Herkunft, einer Kultur).
- 4 = Die obigen Stufen 1 bis 5 der Integrationsfähigkeit gelten für alle in Frage kommenden Systeme mehrerer Arten (z. B. mehrerer Hersteller, mehrerer Provenienzen, mehrerer Kulturen).
- 5 = Die obigen Stufen 1 bis 5 der Integrationsfähigkeit gelten für alle in Frage kommenden Systeme aller in Frage kommenden Arten (z. B. aller interessierten Hersteller, aller Provenienzen, aller Kulturen): Vollständige Offenheit; alle Details der Festlegungen zu den jeweiligen Stufen 1 bis 5 der Integrationsfähigkeit sind bekannt und werden entsprechend befolgt.

### Systemtechnik und Integration
Die folgenden Abschnitte gelten insbesondere für den Bereich der Technik, und hier besonders für die Systemtechnik. In ihnen werden Begriffe im Umfeld von Integration und zur Integration vorgestellt; soweit sie nicht hier erläutert werden, ist die jeweilige Definition in Abschnitt 1.7 zu finden.
Bild 2 zeigt die drei Dimensionen der Integration Nutzen, Offenheit und Integrationsfähigkeit zusammen mit speziellen technischen Methoden zur Erreichung einer gewissen Integrationsfähigkeit. Dabei sind A = volle Interoperabilität*, I = Interoperabilität,

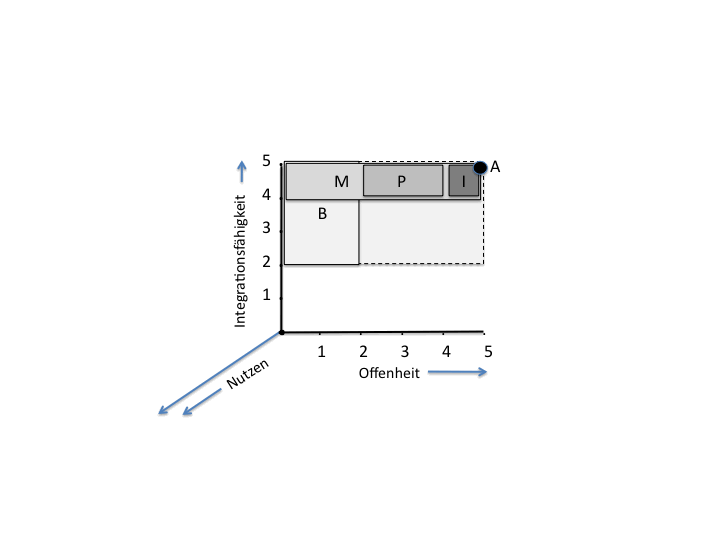
Bild 2 – Stufen und Dimensionen von Integration

B = Baukasten*, M = modulares System*, P = Plattform*.

#### Interoperabilität
Bei Offenheit ab Stufe 4 und ihrer Befolgung und einer Integrationsfähigkeit ab Stufe 4 ist im technischen Bereich (weitgehende) Interoperabilität gegeben (tiefdunkelgrauer Kasten im Bereich {N; 4 ≤ O ≤ 5; 4 ≤ I ≤ 5} in Bild 2). Bei vollständiger Offenheit und ihrer Befolgung und bei einer vollen Integrationsfähigkeit (jeweils Stufe 5) ist volle Interoperabilität gegeben (Punkt A in Bild 2).
Zur Verdeutlichung von Interoperabilität zeigt Bild 3 eine Realisierung eines Systems aus drei Komponenten (samt ihren Verbindungsstellen und Verbindungselementen) von zwei verschiedenen Herstellern (rot bzw. blau). Die Verbindungsstellen sind hier als Schnittstellen und als Teile der Verbindungselemente ausgeführt; Verbindungsstellen und Verbindungselemente sind Bestandteile der zugehörigen Komponenten.

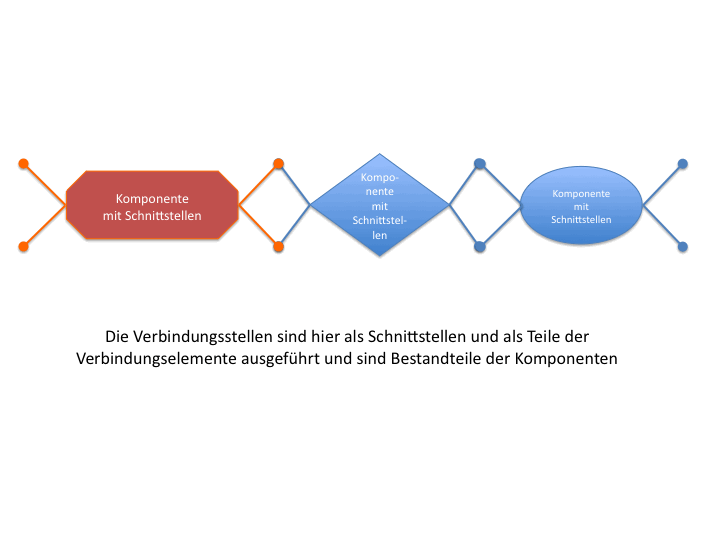
Bild 3 – Beispiel für Interoperabilität von Modulen* unterschiedlicher Hersteller (rot und blau) innerhalb eines Systems

#### Begriffe
Zunächst sollen einige Begriffe zugrunde gelegt werden.
Rangstufen von Baueinheiten* (Bausteinen), wie sie bei der Herstellung eines Systems auftreten können, sind
- Bauteil*,
- Bauelement,
- Baugruppe*/Gruppe,
- Gerät,
- Anlage.

Neben Systemelementen gibt es in einem System insbesondere die Entitäten
- Komponente,
- Subsystem.

#### Baukasten
Eine erste Methode zur Verbesserung der Integrationsfähigkeit eines Systems ist der Baukasten. In Bild 2 ist der Bereich eines Baukastens für einen Hersteller hellgrau hervorgehoben und mit einer durchgezogenen Linie begrenzt:{N; 0 ≤ O ≤ 2; 2 ≤ I ≤ 5} mit N = Nutzen – hier nicht spezifiziert –, O = Offenheit, I = Integrationsfähigkeit. Sind die Bedingungen für einen solchen Baukasten vollständig offen und gibt es entsprechend mehrere Hersteller, kommt noch der durch eine gestrichelte Linie begrenzte Bereich hinzu (insgesamt also {N; 0 ≤ O ≤ 5; 2 ≤ I ≤ 5}). Im Bereich des Schriftwesens und der Softwaretechnik entspricht einem Baukasten(system) eine Bibliothek*.

#### Plattform
In dem Fall, dass eine Entität nicht nur in verschiedenen Systemen eingesetzt werden kann, sondern für den Einsatz in verschiedenen festgelegten Systemen (ähnlicher Art) sogar verbindlich ist (verbindliche Mehrfachverwendbarkeit), spricht man von einer Plattform, insbesondere dann, wenn für diese Entitäten weitgehende Integrationsfähigkeit gegeben ist und durch die Plattform die im Rahmen einer Systemhierarchie* darunterliegenden Subsysteme verdeckt sind und die darüberliegenden Subsysteme auf der Plattform aufbauen (s. Bild 4). Da eine derartige Einschränkung normalerweise nur für einen Hersteller oder eine sehr beschränkte Zahl von Herstellern möglich ist, ist der zugehörige dunkelgrau eingefärbte Kasten in Bild 2 begrenzt auf den Bereich {N; 2 ≤ O ≤ 4; 4 ≤ I ≤ 5}. Er gilt für alle Systeme, für die die gleiche Plattform vorgesehen ist (Plattformsysteme). Würde die Plattform als Einzellösung wie in der Baukunst mit eingeschlossen, gälte der entsprechende größere Bereich{N; 0 ≤ O ≤ 4; 4 ≤ I ≤ 5} (hier nicht eingezeichnet).
Die obige Beschreibung und Bild 4 gelten für ein System eines Konzepts, einer Planung, eines Entwurfs, einer Konstruktion. Im Falle der Realisierung der in Bild 4 gezeigten Plattformsysteme A, B und C würde die gleiche Plattform dreimal auftauchen. Bei einer insgesamt m-fachen Realisierung der Plattformsysteme A, B und C wäre die gleiche Plattform m-fach zu realisieren, d. h. Mehrfachverwendbarkeit des gleichen Systemelements eines Anforderungssystems. (Die unterschiedslose Rechteckform der Subsysteme in Bild 4 heißt nicht, dass diese Subsysteme alle von einer Art oder gar gleich sein sollen.)

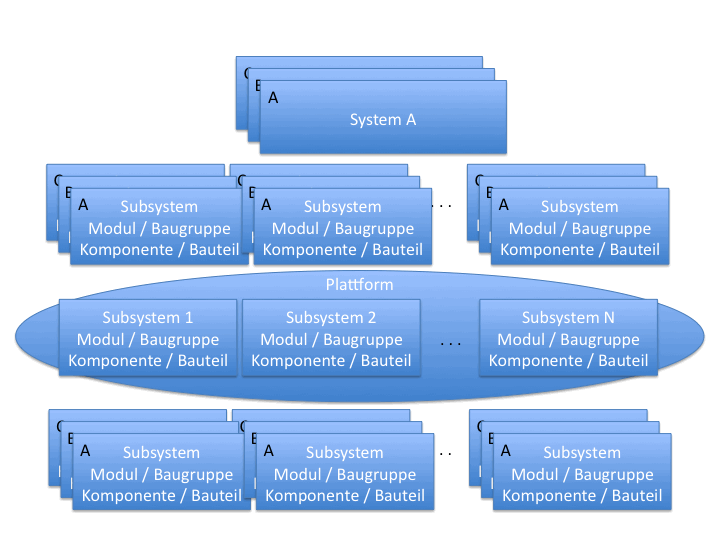
Bild 4 Konstruktion (hier: dreier) verschiedener Systeme A, B und C unter Nutzung einer für alle Systeme gleichen Plattform mit N Systemelementen, die die darunterliegenden Subsysteme verdeckt und auf der die darüberliegenden Subsysteme aufbauen

### Modularität
Eine Methode, die nicht nur die Herstellung eines Systems, sondern auch spätere Veränderungen an einem System erleichtern und ermöglichen soll, ist die Modularität, d. h. die zusätzliche Eigenschaft eines Baukastensystems, ganz aus Modulen aufgebaut zu sein (modulares System).
Dieser Begriff hat drei verschiedene Aspekte:
- die vereinfachte Möglichkeit zum Ergänzen einer neuen Systemeinheit (Modularität 1),
- die vereinfachte Möglichkeit zum Austausch einer Systemeinheit (Modularität 2),
- die vereinfachte Möglichkeit zur Erweiterung des Umfangs einer Funktion eines Systems durch Addition einer Systemeinheit mit entsprechenden Funktionalitäten (Modularität 3).

In allen drei Fällen kann ein Modul eine Komponente sein, muss es aber nicht.
Bei der Modularität 3 kann die Erweiterung sowohl in einem System (z. B. an einem Ort; zentral) oder auch in mehreren Systemen (z. B. an verschiedenen Orten; dezentral) erfolgen. Beispiel hierfür wäre ein modulares Kraftwerkskonzept – sei es für den Aufbau eines zentralen größeren Kraftwerks aus einheitlichen Kraftwerken kleinerer Größe (Modulen), sei es für die Platzierung derartiger Module an verschiedenen Orten zur jeweiligen dezentralen Energieversorgung (evtl. als virtuelles Kraftwerk mit einheitlicher Steuerung).
Modularität kann etwa für den mittelgrau eingefärbten Bereich angenommen werden, d. h. für {N; 0 ≤ O ≤ 5; 4 ≤ I ≤ 5}.
Wie bei Baukastensystem und Plattformsystem gilt Modularität einerseits für ein modulares System, aus dem für die Herstellung eines Systems und die Integration in oder mit einem System geschöpft werden kann, und andererseits für die entsprechende Eigenschaft des realisierten integrierten Gesamtsystems.

## Modellelemente
Ergänzende Erläuterungen zu bisherigen Formulierungen in „Kernmodelle – Beschreibung und Beispiele“ sind im Folgenden kursiv geschrieben.
Anlage: einzelnes Gerät oder Gesamtheit aller miteinander in Verbindung stehender Einrichtungen und/oder Geräte, die an einem gegebenen Ort zur Erfüllung einer festgelegten Funktion zusammengestellt wurde, einschließlich aller Mittel zu dessen bzw. deren zufriedenstellenden Betrieb.
Aspekt: Darstellung einer Teilmenge von Eigenschaften eines Gegenstandes* oder Systems, die für ein Beschreibungs- oder Einsatzgebiet mit seinen Modellen eine besondere oder alleinige Relevanz haben.
Baueinheit: Betrachtungseinheit, deren Abgrenzung nach Aufbau oder Zusammensetzung erfolgt
Anmerkung: In IEV-Nummer 351-56-03 sind auch Bauelement, Bauteil; Baugruppe; Gerät; Anlage als Rangstufen aufgeführt.
Bauelement:
- Bauteil, das eine Entität ist, oder
- Bauteil, das nicht physisch in kleinere Bestandteile aufgeteilt werden kann, ohne seine spezifische Funktionalität zu verlieren, oder
- wesentlicher Bestandteil einer Einrichtung, der nicht physisch in kleinere Bestandteile aufgeteilt werden kann, ohne seine spezifische Funktionalität zu verlieren.[5]

Baugruppe (Gruppe): eine in sich geschlossene, aus zwei oder mehr Bauelementen oder Baugruppen niederer Ordnung bestehende Entität, die in der Regel wieder zerlegbar ist.
Baukasten: Zusammenstellung (Menge, Sammlung) von festgelegten Baueinheiten (auch Bausteine genannt) eines Baukastensystems, aus der sich diese für die Integration in (vorgedachte oder in gewissem Rahmen auch freie) Systeme entnehmen lassen und mit denen sich ggf. auch einzelne unterschiedliche (vorgedachte oder in gewissem Rahmen auch freie) Systeme realisieren lassen
Baukastenprinzip: Konzept für Entwurf, Konstruktion, Gestaltung oder Realisierung von Systemen, die ganz oder teilweise aus Baueinheiten eines Baukastens* bestehen
Baukastensystem: System, das nach dem Baukastenprinzip* konzipiert, entworfen, konstruiert, gestaltet oder realisiert werden soll, wird oder worden ist
Bauteil: untrennbarer Gegenstand.
Bibliothek: planmäßig angelegte und nach einem einheitlichen System geordnete und organisierte Sammlung von textlichen oder graphischen Gegenständen oder von Software-Komponenten (und der zugehörige Ort/das Gebäude/Behältnis)
Blackbox: Komponente, von der nur die Ein- und Ausgänge und Funktion und Rolle* bekannt sind oder von Interesse sind
Einheit s. Baueinheit
Element s. Bauelement
Entität: gedankliche oder physische Einheit, die individuell verwaltet und deren Lebenszyklus verfolgt wird.
Flexibilität: Fähigkeit zur zeitnahen und aufwandsarmen Anpassung von Systemen an sich ändernde oder geänderte Bedingungen auf der Grundlage intern verfügbarer Alternativen (s. Flexibilitätsmodell)
Festlegung: abgestimmte, vereinbarte, vorgeschriebene, standardisierte, spezifizierte, normierte o. ä. Einschränkung einer Auswahlmöglichkeit
Funktion: auf das Gesamtziel oder den Gesamtzweck bezogene Aufgabe, Stellung oder Tätigkeit innerhalb eines größeren Ganzen.
Funktionalität: Fähigkeit eines Bauelements, eine bestimmte Funktion oder Gruppe von Funktionen zu erfüllen (vgl. DIN SPEC 40912; dort aber nicht Teil der Liste der Begriffe, aber unter 4.3.3 Funktionsmodell als Modellelement)
Gegenstand: Ding der physischen Welt oder der Informationswelt.
Gerät: unabhängige physische Einheit, die in der Lage ist, bestimmte Funktionen in einer dafür vorgesehenen Umgebung und einem zugeordneten Kontext auf Anforderung einer bedienenden Person oder als Komponente eines industriellen Systems zu erbringen (vgl. DKE, AK 931.0.4; Christian Diedrich)
Gruppe s. Baugruppe
Hierarchie: gerichtetes, nicht zyklisches Ordnungsschema in einem System, bei dem in jeder Beziehung jeweils ein Element* das hierarchisch höhere und das andere Element das hierarchisch niederere ist.
Interoperabilität: Eigenschaft von komplexeren Systemelementen (Komponenten, Baugruppen, Module, Subsysteme) unterschiedlicher Provenienz/Herkunft, ihre Funktionen entsprechend ihrer Rolle im System einzubringen, ohne dass signifikanter zusätzlicher Aufwand bei der Integration in dieses System erforderlich ist, insbesondere auch mit zugehörigen Verbindungsstellen und Verbindungselementen, die in Verbindung mit Bausteinen (insbesondere Komponenten) verschiedener Provenienz genutzt werden können
Kernmodell: einfache modellmäßige Beschreibung von grundlegenden Konzepten und Zusammenhängen, die einen allgemeinen Aspekt von Systemen betreffen.
Komponente: vorgefertigte, in sich strukturierte und unabhängig hantierbare Einheit, die zur Realisierung einer konkreten Rolle in einem System vorgesehen ist.
Ergänzung: Die zugeordnete Rolle innerhalb des Systems legt auch Art und Weise des Zusammenwirkens fest.
Modul: Entität eines modularen Systems, die so mit festgelegten Verbindungsstellen (Schnittstellen) und ggf. Verbindungselementen versehen ist, dass sie ohne besonderen Aufwand mit anderen Modulen dieses modularen Systems zu einem eigenen System pass- und funktionsgerecht zusammengefügt (integriert) werden und mit diesen zusammenwirken kann
1. Anmerkung 1: Ein Modul kann, muss aber nicht auch unabhängig hantierbar sein (d. h. bezüglich seiner Funktionalitäten nicht auch unabhängig als Gerät einsetzbar, bezüglich seiner Rolle im System nicht auch eine Komponente sein).
2. Anmerkung 2: Der Aufbau eines Moduls muss nicht bekannt sein, solange seine Verbindungsstellen und Verbindungselemente und Art und Erfordernisse des Austauschs bekannt sind (Blackbox*).
3. Anmerkung 3: Anders als traditionell in Baukunst und Architekturtheorie und Maschinenbau und anders als in IEV-Nummer 581-25-14, wird hier ein Modul nicht durch Festlegen eines Verhältnisses (einer Teilung, eines Rasters), sondern allgemeiner durch die Einhaltung einheitlicher Verhältnisse (Verbindungsmöglichkeiten) bestimmt.[9]

Modularität: Eigenschaft eines Baukastensystems, das ganz aus Modulen aufgebaut ist (modulares System)
Plattform: Bibliothek oder Baukasten oder Teil derselben mit Baueinheiten, die für einen gleichartigen Aufbau von festgelegten Subsystemen oder Systemen festgelegt sind (und bei einem hierarchischen Systemaufbau als zwischengeschobene Subsysteme darunter liegende Systemteile verdecken können, für darüber liegende Systemteile aber außer den Verbindungsstellen keine weitergehende Einschränkung darstellen).
Plattformsystem: System, das auf eine gleiche Plattform zurückgreift wie andere Systeme.
Rolle: Element, das auf der einen Seite eine Realisierungseinheit in einem Modellsystem (Rollensystem) vertritt und auf der anderen Seite die Anforderungen an eine Realisierungseinheit spezifiziert.
Schnittstelle (= Interface): festgelegte Verbindungsstelle für die ein- oder mehrseitige Übertragung von Daten/Signalen/Ein- und Ausgabebefehlen/Ergebnissen
Subsystem (= Untersystem): Teil eines Systems, das für sich selbst ein System ist.
Anmerkung: Ein Subsystem im engeren Sinne ist ein Subsystem, das mehrere Komponenten enthält.
System: Menge miteinander in Beziehung stehender Elemente, die in einem bestimmten Zusammenhang als Ganzes gesehen und als von ihrer Umgebung abgegrenzt betrachtet werden.
1. Ergänzung 1: Ein System kann sein: eine Person, ein Gegenstand, eine Maschine, eine Anlage, das Eigentum einer Person, eine Gemeinschaft, Kultur und Wirtschaft, eine Organisation, Gesellschaft, ein Staat, Ausrüstung, Ablauf, Pläne, Wissen, Sachverhalte, (ein Teil oder Teile der) Natur, eine Gruppe hiervon oder eine Verbindung mit- und untereinander.
2. Ergänzung 2: Jede zusammengesetzte Komponente und jedes Modul können als Subsystem oder System, jedes Subsystem als Komponente, Modul oder System betrachtet werden. Jedes System kann durch Erweiterung aus der Systemumgebung zu einem Subsystem werden.
3. Ergänzung 3: Ähnlich wie bei Rolle, kann ein System sowohl eine Zusammenstellung zur weiteren Nutzung sein (z. B. ein Konzept oder Anforderungen) oder eine spezielle Realisierung, die auf dieser Zusammenstellung aufbaut. Diese Doppeldeutigkeit gilt für Baukastensysteme, Plattformsysteme und modulare Systeme.

Systemelement: Entität als Teil eines Systems
Systemhierarchie/hierarchischer Systemaufbau s. Hierarchie*
Systemumgebung: Alles, was nicht dem betrachteten System zugeordnet ist, aber mit diesem wechselwirken kann (z. B. Fahrbahn in Bezug auf ein Auto, wenn nur das Auto als System betrachtet wird). Das System kann um Teile der Systemumgebung erweitert werden, um so ein größeres System zu ergeben. Das ursprüngliche System ist dann ein Subsystem des neuen Systems.
Teil s. Bauteil
Verbindungselement: Baueinheit zur funktionellen Verbindung zweier anderer Baueinheiten miteinander
Verbindungsstelle: Ansatzpunkt einer Entität für ein Verbindungselement und für den Austausch von Empathie, Kommunikation, Information – Daten/Signalen/Ein- und Ausgabebefehlen/Ergebnissen –, Kraft, Drehmoment, Impuls, Energie, Material oder anderen physikalischen oder chemischen Wirkungen, Personen
Anmerkung: Bei festgelegten Abmessungen oder Abmessungsverhältnissen kann eine Verbindungsstelle auch eine Grenzfläche sein.
Zusammenfügen: jede Art eines Ergänzens, An- oder Einfügens, eines Eingliederns, eines Ein-, An- oder Zusammenbaus
Zusammenwirken: Vorgang zwischen zwei oder mehr Entitäten; je nach Art der Entitäten und des Vorgangs auch Wechselwirkung, Einwirken, Übergabe, Empfang, Reaktion, Kopplung o. Ä.

## Regeln
R1: Bei den beteiligten Entitäten und Systemen muss die Möglichkeit (bei beteiligten Personen die Bereitschaft) zur Integration vorliegen.
R2: (Volle) Integrationsfähigkeit erfordert eine vorausgehende Abstimmung aller Beteiligten hinsichtlich der erforderlichen Festlegungen.
R3: Um integrationsfähig zu sein, müssen die beteiligten Entitäten, ihre Verbindungsstellen und die Verbindungselemente so beschaffen sein, dass
- die für das neue Gesamtsystem erforderlichen Funktionen gewährleistet sind;
- sonstige eingebrachte, aber nicht benötigte Funktionalitäten die erforderlichen Funktionen nicht beeinträchtigen.

R4: Bei einer Ergänzung einer Entität in ein bestehendes System sollte diese Entität das passende Verbindungselement mitbringen.
R5: (Volle) offene Integrationsfähigkeit erfordert Offenlegung aller für Verbindung und Austausch erforderlichen Bedingungen (so detailliert, dass behindernde Alternativlösungen nicht möglich sind).
R6: Bei einem modularen System sollten Anordnung und Funktionen der Module eineindeutig zugeordnet und Austauscharten und -wege eineindeutig festgelegt sein.
R7: Da für Modularität, Interoperabilität und Plattformen ein gewisser Aufwand an Planung und Abstimmung erforderlich ist, ist als Gegengewicht für Module und Plattformen über Flexibilität hinaus auch Geschwindigkeit bei ins Auge gefassten, bei absehbaren, spätestens aber bei erforderlichen Anpassungen an sich verändernde oder veränderte Umgebungsbedingungen gefordert.
R8: Vor jeder Erhöhung der Integrationsfähigkeit eines Systemelements oder eines ganzen Systems sind Aufwand (Kosten) und Nutzen mit oder ohne erhöhter Integrationsfähigkeit gegeneinander abzuwägen.